# Іловца
Іловца (словен. Ilovca) — поселення в общині Войник, Савинський регіон, Словенія. 
Висота над рівнем моря: 352,6 м.